# Dudás Miklós (kajakozó)
Dudás Miklós (Budapest, 1991. április 14. –) magyar világbajnok kajakozó.

## Pályafutása
2008-ban az ifjúsági Európa-bajnokságon Holicza Péterrel szerzett bronzérmet k2 500 méteren. A következő évben az ifi világbajnokságon szerzett két arany-, és egy ezüstérmet. A váltóban a felnőtt világbajnokságon 2010-ben negyedik, 2011-ben nyolcadik volt. 2012-ben az Európa-bajnokságon K1 200 méteren szerepelt és a nyolcadik helyen ért célba. Júliusban, a hazai olimpiai válogatón kivívta az ötkarikás szereplés lehetőségét, ahol 200 méteren hatodik lett.
A 2013-as Európa-bajnokságon K1 500 méteren ezüstérmes lett. Az U23-as vb-n K1 200 méteren ezüstérmes volt. A világbajnokságon K1 4 × 200 méteren (Dudás, Tótka Sándor, Molnár Péter, Hérics Dávid) harmadik lett.
A 2014-es U23-as világbajnokságon K1 200 méteren első, K2 200 méteren (Tótka Sándorral) negyedik lett.A felnőtt világbajnokságon egyes 200 méteren (a B döntőben kilencedik) 18. volt. Váltóban (Dudás, Tótka Sándor, Hérics Dávid, Nádas Bence) világbajnok lett. A 2015. évi Európa-játékokon K1 200 méteren első lett, de ettől az eredményétől később megfosztották. 2015 augusztusában K1 200 méteren második lett a B döntőben, így nem szerzett olimpiai kvótát.
2016 áprilisban nyilvánosságra került, hogy a 2015. évi Európa-játékokon doppingvizsgálatra leadott mintáját újra megvizsgálták és tiltott hormonkészítmény nyomaira bukkantak benne. Szeptemberben a Nemzeti Doppingellenes Szervezet doppingbizottsága 34 hónapra tiltotta el, amely a mintavétel időpontjától indult.
Eltiltása lejárta után, 2018-ban visszatért az élsportba. A 2018-as Eb-n és a vb-n K4 500 méteren (Tótka Sándor, Molnár Péter, Dudás, Kuli István) harmadikként végzett.
2021 januárjában bejelentette a visszavonulását.

## Díjai, elismerései
- Az év legjobb magyar junior sportolója (Heraklész) (2009)
- Az év utánpótláskorú sportolója, harmadik helyezett (2009)
- Magyar Bronz Érdemkereszt (2012)